# Шевченко Лазар Васильович
Ла́зар Васи́льович Шевче́нко (1879, с. Гнідин, нині Київської області — 1937) — український актор на характерних і героїчних ролях, режисер Всеукраїнського радіомовлення в Києві.
Ролі: в інсценізації поеми Тараса Шевченка «Гайдамаки» (1921 р., полковник), а також в п'єсах: Івана Карпенка-Карого «Суєта» (1923 р., вчитель гімназії Михайло), Миколи Куліша «97» (1924 р., куркуль Гнат Гиря), Харальда Бергстедта і Гната Юри «Коронний злодій» (1925 р., кардинал), Олександра Ржешевського «Трибунал» (1932 р., командарм), Володимира Кіршона «Чудесний сплав» (1934 р., сторонній громадянин).
Жертва сталінського терору.

## Біографія
6 листопада 1879 рік (за старим стилем) — народився в с. Гнідин, Київської області. Батьки — Василь Трохимович та Христина Онисимівна Шевченко. Брат — Йона Васильович Шевченко (1887—1937 рр.) театральний критик, театрознавець і актор школи Леся Курбаса.
1890 рік можливого закінчення сільської церковно-приходської школи.
1901 рік — перебував на дійсній військовій службі, а потім був переведений в ополчення 1-го розряду.
1906—1911 рр — актор театру «Руська бесіда» у Львові. За цей період багато гастролював: м. Таганрог, м. Чернівці. Здебільшого актор виконував харáктерні ролі, а також з'являвся перед глядачами в образах героїв і коханців. Належав до субкультури Львівські Батяри.
1911 рік — до Льовова приїжджає видатний тенор Олександр Мишуга. Лазар Васильович робить протекцію для Михайлини Жарської, щоб Мишуга прослухав її голос і давав їй уроки.
В 1911 році за запрошенням Павла Прохоровича разом з Євгеном Коханенко та Михайлиною Жарською переїхав у Наддніпрянський театр в місто Армавір до трупи П. Прохоровича. Водночас до Армавіра з Києва приїхала ще й початкуюча актриса Поліна Самійленко — дружина Йони Шевченка. Через багато років у своїх спогадах вона про свої враження від львів'ян напише наступне: «… Разом зі мною вступили до колективу… ще троє акторів. Вони приїхали з галицького театру „Руська бесіда“. Це були Лазар Шевченко, Міся Жарська та Євген Коханенко. Приваблював їхній досить елегантний зовнішній вигляд, приваблювала й вимова, що, незважаючи на незвичні для нас наголоси, немовби випливала з джерел якоїсь своєрідної мелодії. Вони розмовляли в житті і на сцені своєю рідною мовою. А було багато акторів з трупи Прохоровича, які в житті розмовляти українською мовою соромилися, вважаючи її „мужицькою“, тому їхній закулісний жаргон одгонив якимось лакейським патяканням».
1912 рік — гатролі до Росії Гуцульського Народного театру, який очолював Гнат Хоткевич. З Гнатом Хоткевичем тісно співпрацював Лесь Курбас. Хоткевич назначив Леся Курбаса керівником та ідейним надхненником цих гастролей. Лесь Курбас у своїх 3-х листах звертається до Гната Хоткевича і каже: «Для того, щоб успішно організувати гастролі в Росії, я пропоную призначити директором гастролей Лазаря Васильовича Шевченко…Я вважаю, що Він має надзвичайно високі організаційні здібності і авторитет, який будуть визнавати актори (трупа з простих селян)».
18 січня 1912 рік — одружився із Михайлиною Іванівною Жарською.
30 травня 1913 року народився син Феодосій.
Влітку 1913 року — Лазар Шевченко приєднався до акторського подружжя Софії та Йосипа Стадників, щоб разом здійснити творчу поїздку до Житомира. Ось що писала в четвер 3 липня про ті гастролі американська емігрантська газета «Свобода» в замітці «Бояться галицької України» (текст без змін — В. Г.): «Колишній директор галицького українського театру, артист Йосиф Стадник з своєю женою Софією та артистом Л. Шевченком приїхали на гостинні виступи до Житоміру в трупу І. М. Горемики. Полїцмайстер не хотїв підписати афіш, що сповінцав про вистави „українських артистів при участи відомих артистів галицького українського театру Софії і Осипа Стадника та Лазаря Шевченка“. Треба було згодити ся на те, щоби підкреслені небезпечні титули полїція вичеркнула і в такім виглядї афіш дозволено».
1916 рік — в Гнідинській церкві Лазар Васильович Шевченко разом із Михайлиною Іванівною Жарською хрестили свого первістка Феодосія. Так говорить запис в Гнідинських метричних книгах. Хрещеним батьком Феодосія Лазаровича Шевченко був губернський радник Павло Васильович Прохорович — керівних трупи театру в Армавірі.
1918 рік — виступав на підмостках Державного народного театру, яким керував Панас Саксаганський
1919 рік (приблизно) у Михайлини та Лазаря народився другий син Богдан. В 1941 році він загинув в місті Куйбишеві.
З 1920 року — актор в театрі імені Івана Франка. Ролі: в інсценізації поеми Тараса Шевченка «Гайдамаки» (1921 р., полковник), а також у п'єсах: Івана Карпенка-Карого «Суєта» (1923 р., вчитель гімназії Михайло), Миколи Куліша «97» (1924 р., куркуль Гнат Гиря), Харальда Бергстедта і Гната Юри «Коронний злодій» (1925 р., кардинал), Олександра Ржешевського «Трибунал» (1932 р., командарм), Володимира Кіршона «Чудесний сплав» (1934 р., сторонній громадянин).
1923 рік — в Києві одружився з Довбня Ганною Баніфатієвною, педагогом дошкільного виховання.
1924 рік — у Ганни та Лазаря народилась дочка Богуслава.
З 1934 року працював режисером українського радіомовлення в Києві (інформація з «Енциклопедії українознавства» за редакцією Володимира Кубійовича).
В 1937 р. Лазаря Шевченко викликали на допит в НКВС, і повернувшись звідти, на другий день він почав почувати себе погано і за місяць його не стало. За інформацією від української діаспори в США, Лазар Шевченко був отруєний під час допиту в НКВС. Офіційний діагноз лікарів — рак легенів.
Похований на Байковому кладовищі в м. Києві.